# Atomkraftmarch Gyllingnæs-Århus 1978
Atomkraftmarch Gyllingnæs-Århus 1978 arrangeret af Kampagnen mod Atomvåben havde temaet Atomkraft - nej tak.
Den 27. august 1978 kulminerede de folkelige protester med marcher i Jylland (Gyllingnæs-Århus) og på Sjælland (Stevns-København). I alt 50.000 mennesker deltog. Årsagen var at ELSAM's direktør E.L. Jacobsen havde fastslået, at Danmarks første atomkraftværk skulle bygges på Gyllingnæs. Befolkningen ville det anderledes - og fik succes. Folketinget besluttede til sidst at opgive atomkraft på dansk grund. Det skete ved en beslutning i 1985.

## Eksterne kilder og henvisninger
- Med vrede i hjertet og saftevand i feltflasken artikel af Thomas Vinge i Information.dk, 27. april 2000
- Billeder fra marchen